# Cuarteto de cuerdas (Lutosławski)
El Cuarteto de cuerda de Witold Lutosławski fue encargado al compositor por Sveriges Radio con ocasión del décimo aniversario de su nuevo programa de música "Nutida Musik". Fue terminado en 1964 y fue estrenado mundialmente por el Cuarteto LaSalle en Estocolmo el 12 de marzo de 1965.

## Composición
El Cuarteto de cuerda tiene una duración de aproximadamente 24 minutos y consta de dos movimientos: "Introducción" y "Movimiento principal". Lutosławski describió la obra en las notas al programa de la partitura del siguiente modo: "En este cuarteto he pretendido desarrollar y amplificar la técnica empleada en mis dos obras precedentes, Juegos venecianos y Tres poemas de Henri Michaux, que llamo aleatoriedad controlada. Utiliza el elemento del azar con el propósito de enriquecer rítmica y expresivamente la música, limitando al mínimo la completa capacidad del compositor para determinar la forma definitiva de la obra."

## Recepción crítica
El Cuarteto de Cuerda ha sido alabado por los críticos musicales y se ha convertido en uno de los más ampliamente interpretados y grabados entre los cuartetos de cuerda modernos.  Graham Rickson de la revista "The Arts Desk" la definió como una "música fascinante, entretenida" y escribió, "Las complejidades de la música no limitan su poder comunicativo y vívido. La capacidad magistral de Lutosławski's para crear sonidos seductores es solo tan potente como su escritura de cámara.  El final espectral del quarteto permanece fascinante."